# Tendai Chatara
Tendai Larry Chatara (* 28. Februar 1991 in Chimanimani, Simbabwe) ist ein simbabwischer Cricketspieler, der seit 2010 für die simbabwische Nationalmannschaft spielt.

## Kindheit und Ausbildung
Chatara war Teil des simbabwischen Teams bei der ICC U19-Cricket-Weltmeisterschaft 2010.

## Aktive Karriere
Sein Debüt in der Nationalmannschaft gab er im Juni 2010 in der Twenty20-Serie gegen Indien. Jedoch konnte er sich zunächst nicht im Team etablieren und fand erst wieder im März 2013 bei der Tour in den West Indies seinen Weg zurück. Dort absolvierte er sein Test- und ODI-Debüt. Im September 2013 konnte er in der Test-Serie gegen Pakistan im ersten Spiel 3 Wickets für 64 Runs und im zweiten Spiel 5 Wickets für 61 Runs, wofür er als Spieler des Spiels ausgezeichnet wurde. Im ODI-Cricket konnte er in Bangladesch im Dezember 2014 3 Wickets für 44 Runs erzielen. Daraufhin war er Teil. des Teams beim Cricket World Cup 2015. Gegen die Vereinigten Arabischen Emirate erreichte er 3 Wickets für 42 Runs. Auch konnte er gegen Pakistan (3/35) und Irland (3/61) jeweils drei Wickets erzielen.
Beim ICC World Twenty20 2016 war er wieder im Team und konnte dort unter anderem gegen Hongkong (2/28) und Schottland (2/24) jeweils zwei Wickets erzielen. In der ODI-Serie gegen Afghanistan im Februar 2017 erreichte er zwei Mal drei Wickets (3/36 und 3/30). Bei einem Drei-Nationen-Turnier in Bangladesch im Januar 2018 konnte er gegen Sri Lanka 4 Wickets für 33 Runs erreichen. Daraufhin traf er mit dem Team auf Afghanistan und konnte dort in ODI- (3/24) und Twenty20-Serie (3/20) jeweils 3 Wickets erzielen. Im Oktober 2018 erreichte er in Südafrika (3/42) und in Bangladesch (3/55) jeweils drei Wickets in den ODIs. Bei letzterer Tour konnte er auch in der Test-Serie 3 Wickets für 19 Runs erreichen.
Im Sommer 2019 erreichte er gegen die Vereinigten Arabischen Emirate 3 Wickets für 25 Runs und 3 Wickets für 36 Runs in Irland. Im Januar 2022 erreichte er 3 Wickets für 52 Runs in Sri Lanka. Gegen Namibia im Mai 2022 konnte er in der Twenty20-Serie 3 Wickets für 28 Runs erreichen. Beim ICC Men’s T20 World Cup Global Qualifier Group B 2022 erzielte er gegen Singapur 3 Wickets für 14 Runs. Damit qualifizierte sich das Team für den ICC Men’s T20 World Cup 2022, wo ihm gegen Irland (2/22) und Schottland (2/14) jeweils zwei Wickets gelangen. Damit half er dem Team dabei, sich für die Super-12 Runs des Turniers zu qualifizieren.